# Yunnanrosenfink
Yunnanrosenfink (Carpodacus verreauxii) är en bergslevande asiatisk fågel i familjen finkar inom ordningen tättingar.

## Utseende och läten
Yunnanrosenfinken är en 16,5 centimeter lång streckad rosenfink med tydligt ögonbrynsstreck. Från alla andra rosenfinkar än fläckvingad rosenfink skiljer sig hanen genom kombinationen av mörkröd hjässa, skär övergump och brett skärt ögonbrynsstreck, djuprosa undersida med streck eller fläckar på strupe och hals samt tydligt rosavita teckningar på mantel och tertialer. Honan är mycket lik brun rosenfink men är mindre och slankare med tunna beigevita streck på manteln, tydligare ögonbrynsstreck samt blekare undersida med kraftigare och mer kontrasterande streckning. Lätet är ett nasalt "churr-wee".
Från närbesläktade fläckvingad rosenfink (som yunnanrosenfinken tidigare behandlades som en del av) skiljer den sig genom mindre näbb, tydligt ljusare övergump, långa svarta streck på ovansidan och hos hanen samt hos hanen överlag tydligt blekare ljusrosa.

## Utbredning och systematik
Yunnanrosenfinken förekommer i södra Kina (nordöstra Yunnan samt södra och västra Yunnan) samt nordöstra Myanmar. Tidigare behandlades den som underart till fläckvingad rosenfink (C. rodopeplus), men urskiljs numera oftast som egen art baserat på både genetiska och utseendemässiga skillader. Den behandlas som monotypisk, det vill säga att den inte delas in i några underarter.

## Levnadssätt
Yunnanrosenfinken förekommer intill städsegrön skog, i ungskog, buskmarker och bambustånd på mellan 2135 och 2895 meters höjd. Dess häckningsbeteende är okänt. Vintertid söker den sig till lägre regioner.

## Status och hot
Arten har ett stort utbredningsområde och en stor population med stabil utveckling och tros inte vara utsatt för något substantiellt hot. Utifrån dessa kriterier kategoriserar internationella naturvårdsunionen IUCN arten som livskraftig (LC).

## Namn
Fågelns vetenskapliga artnamn hedrar Jules Pierre Verreaux (1807-1873), fransk samlare och handlare med specimen. 